# Panico nello stadio
Panico nello stadio (Two-Minute Warning) è un film del 1976, diretto da Larry Peerce. Nel film sono presenti Charlton Heston, John Cassavetes, Martin Balsam, Beau Bridges, Jack Klugman, Gena Rowlands e David Janssen.
Tratto da un racconto dall'omonimo titolo scritto da George LaFountaine, il film è stato candidato ai Premi Oscar per il miglior montaggio.

## Trama
Un cecchino, dalla sua camera di un albergo di Los Angeles, spara con il suo fucile di precisione munito di silenziatore e uccide un ciclista in lontananza. Poi nasconde il fucile sotto il suo giaccone e dopo aver pagato l'albergo, va al Los Angeles Memorial Coliseum poco prima dell'inizio della finale del Super Bowl di football americano, dove si posiziona in un'alta torre laterale. Alla partita dovrebbe presenziare il Presidente degli Stati Uniti. Tuttavia, prima che la partita inizi l'uomo viene scoperto da una troupe televisiva che si trova su un dirigibile sopra lo stadio; in questo modo il corteo di macchine presidenziali viene fermato. Nella speranza di catturare l'individuo prima che apra il fuoco sugli ignari tifosi, la polizia e gli agenti della SWAT vengono immediatamente chiamati dall'organizzatore dello stadio, Sam McKeever. Il capitano della polizia Peter Holly elabora un piano insieme al sergente Chris Button per catturare il cecchino prima della conclusione della partita, ma non riesce ad evitare morti e feriti.

## Riferimenti
La trama è molto simile a quello che accadde nella realtà a Austin nel Texas il 1º agosto 1966, quando Charles Whitman penetrò sulla torre dell'università con un fucile di precisione sparando per 96 minuti e uccidendo 16 persone colpite con massima precisione, anche da più di 300 metri di distanza.

## Curiosità
L'attore Walter Pidgeon, che qui interpreta il ruolo di un borseggiatore, aveva già interpretato lo stesso ruolo tre anni prima, nel film Il professionista, uscito nel 1973, accanto a James Coburn.